# När klockan ringer
När klockan ringer är en skandinavisk version av den amerikanska serien As the Bell Rings på Disney Channel. TV-serien är inspelad med svenska skådespelare och dubbas till de övriga nordiska språken. Serien består av 25 avsnitt som är fem minuter var. Danska produktionsbolaget Nobody producerar serien och den började visas på Disney Channel våren 2010. Serien sänds fredagar kl 18.55 samt lördagar och söndagar kl 10.25. I serien får man följa vad åtta personer gör i korridoren mellan lektionerna i skolan. 

## Rollista
- Alexander - Daniel Tufvander
- Anna - Vendela Palmgren[2]
- Erika - Ella Hasselqvist
- Helena - Elina Sandberg
- Jonathan - Carl-Magnus Lilljedahl
- Josephine - Klara Enervik Svedberg
- Martin - Oskar Kongshöj
- Oscar - Ejke Blomberg
- Stefan - Oscar Léman